# Mont Krusenstern
Le mont Krusenstern est une montagne culminant à 1 547 mètres d'altitude sur l'île Severny, en  Nouvelle-Zemble, ce qui en fait le point culminant de l'oblast d'Arkhangelsk en Russie.

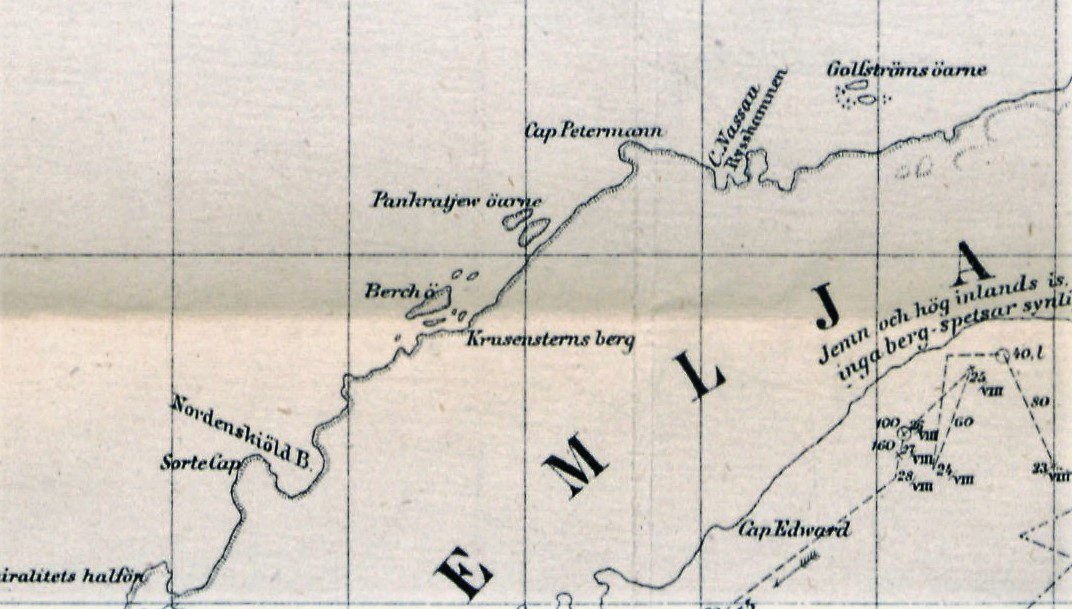
Carte de 1877.